# Коляда Ігор Васильович
Ігор Васильович Коляда (нар. 7 жовтня 1964, Херсон, УРСР) — радянський та український футболіст, нападник та півзахисник.

## Життєпис

### Ранні роки, радянський період та «Кривбас»
Ігор Коляда народився 7 жовтня 1964 року в Херсоні. Вихованець місцевої ДЮСШ, перші тренери — М. Стародубець та П. Гришков.
У 1982 році дебютував у дорослому футболі в складі клубу «Кристал» (Херсон), який на той час виступав у Другій лізі чемпіонату СРСР. У тому сезоні провів 14 матчів.
У 1983—1984 роках проходив військову службу. У 1985 році повернувся до складу херсонського «Кристалу», кольори якого захищав до 1987 року. За цей час у чемпіонатах СРСР зіграв 62 матчі та відзначився 3 голами.
З 1987 по 1988 роки виступав у складі аматорського (на той час) клубу «Енергія» (Нова Каховка). У дебютному сезоні у складі новокаховського клубу відзначився 8 голами.
У 1989 році повернувся на професіональний рівень та перейшов до друголігового клубу «Дніпро» (Черкаси), кольори якого захищав до 1990 року. За цей час у чемпіонаті зіграв 76 матчів та відзначився 7 голами.
У 1991 року перейшов до складу криворізького «Кривбасу», який на той час виступав у Другій нижчій лізі. Того сезону відіграв у чемпіонаті 44 матчі та відзначився 12 голами. Після проголошення незалежності України «Кривбас» отримав можливість стартувати в Першій лізі чемпіонату України, а Ігор продовжив виступи в команді.
У кубку України дебютував 16 лютого 1992 року в переможному (2:1) виїзному поєдинку 1/32 фіналу проти київського СКА. Ігор вийшов на поле на 72-й хвилині, замінивши Володимира Гриня.
У першій лізі дебютував 17 березня 1992 року в переможному (2:1) домашньому поєдинку 2-го туру 2-ї підгрупи проти полтавської «Ворскли». Коляда вийшов у стартовому складі та відіграв увесь матч, а на 54-й хвилині відзначився дебютним у чемпіонатах України голом. Протягом свого перебування в криворізькій команді в першій лізі чемпіонату України зіграв 23 матчі та відзначився 5 голами, ще 4 поєдинки провів у кубку України.

### «Темп» (Шепетівка) та вояж до Лівану
Напередодні початку сезону 1992/93 років перейшов до складу шепетівського «Темпу». Дебютував у футболці шепетівського клубу 7 серпня 1992 року в переможному (2:0) виїзному поєдинку 1/32 фіналу кубку України проти севастопольської «Чайки». Ігор вийшов у стартовому складі та відіграв увесь матч. Дебютний матч у першій лізі — 11 серпня 1992 року, в рамках 1-го туру проти чортківського «Кристалу» (домашня перемога з рахунком 3:1). Коляда вийшов на 46-й хвилині, замінивши Анатолія Черняка. Дебютним голом у футболці «Темпу» відзначився 20 серпня 1992 року на 89-й хвилині, реалізувавши пенальті, програного (1:3) виїзного поєдинку 3-го туру першої ліги чемпіонату України проти павлоградського «Шахтаря». Ігор вийшов у стартовому складі та відіграв увесь матч.
У сезоні 1992/93 років у першій лізі Ігор разом з Романом Григорчуком з 26 забитими м'ячами (у 42 матчах) став найкращим бомбардиром сезону в національному чемпіонаті. Того ж сезону зіграв 5 матчів (3 голи) у кубку України. Сезон 1993/94 років разом з «Темпом» розпочав уже в Вищій лізі. Дебютував у цьому змаганні 14 серпня 1993 року в нічийному (0:0) виїзному поєдинку 2-го туру проти кременчуцького «Кременя». Ігор вийшов у стартовому складі, а на 64-й хвилині його замінив Віктор Яловський. Проте цей матч виявився єдиним у цьому сезоні у складі шепетівського клубу, оскільки після цього Ігор виїхав до Лівану, де решту першої частини сезону виступав у складі місцевого клубу «Аль-Аглі» (Сарба).

### Перше повернення в Україну
1994 року Коляда повернувся в Україну та підписав контракт із каховським «Меліоратором», який на той час виступав у Другій лізі чемпіонату України. Дебютував за каховський клуб 20 травня 1994 року в нічийному (1:1) виїзному поєдинку 35-го туру другої ліги проти херсонської «Таврії». Ігор вийшов у стартовому складі та відіграв увесь матч. Дебютним голом у футболці каховського клубу відзначився 18 червня 1994 року на 53-й хвилині нічийного (2:2) домашнього поєдинку 41-го туру другої ліги чемпіонату України проти костянтинівського «Металурга». Коляда вийшов у стартовому складі та відіграв увесь матч. У футболці «Меліоратора» в чемпіонатах України зіграв 49 матчів та відзначився 16 голами, ще 2 поєдинки провів у кубку України.
Другу половину сезону 1994/95 років провів у запорізькому «Металурзі». У складі запорожців дебютував 4 березня 1995 року в нічийному (0:0) виїзному поєдинку 18-го туру вищої ліги чемпіонату України проти криворізького «Кривбаса». Ігор вийшов у стартовому складі та відіграв увесь матч. Проте закріпитися в «Металурзі» Ігору не вдалося, зігравши після цього ще 2 поєдинки у складі команди, зрештою залишив її.
Другу частину сезону 1994/95 років провів у складі херсонського «Кристалу». Дебютував за херсонців 1 серпня 1995 року в програному (в серії пенальті з рахунком 3:4) виїзному поєдинку 1/128 фіналу кубку України проти південноукраїнської «Олімпії ФК АЕС». Ігор вийшов у стартовому складі та відіграв увесь матч.
У другій лізі дебютував у футболці «Кристалу» 5 серпня 1995 року в програному (0:1) виїзному поєдинку 1-го туру групи А проти клубу «Хутровик» (Тисмениця). Коляда вийшов у стартовому складі та відіграв увесь матч. Дебютними голами у футболці «Кристалу» відзначився 13 серпня 1995 року на 28-й та 67-й (реалізував пенальті) хвилинах переможного (5:0) домашнього поєдинку 3-го туру групи А другої ліги чемпіонату України проти клубу «Керамік» (Баранівка). Коляда вийшов у стартовому складі та відіграв увесь матч.
У футболці херсонського клубу в чемпіонаті України зіграв 20 матчів та відзначився 10 голами, ще 1 поєдинок провів у кубку України.
У 1996 році перейшов до складу житомирського «Полісся». Дебютував за житомирян 21 березня 1996 року в переможному (3:1) домашньому поєдинку 23-го туру першої ліги чемпіонату України проти сєвєродонецького «Хіміка». Коляда вийшов у стартовому складі та відіграв увесь матч, а на 19-й хвилині відзначився голом. Протягом свого перебування в складі «Полісся» у чемпіонаті України зіграв 17 матчів та відзначився 5 голами.

### Вояж до Узбекистану, повернення в Україну та завершення кар'єри
У тому ж 1996 році залишає Україну та переїздить до Узбекистану. У цій країні підписує контракт з клубом «Динамо» (Самарканд) (наступного року цей клуб виступав уже під назвою «Афросіаб») з вищого дивізіону місцевого чемпіонату, кольори якого захищав до 1997 року. У складі узбецького клубу зіграв у національному чемпіонаті 31 матч та відзначився 6-ма голами.
У 1997 році повертається до Херсона та підписує контракт із місцевим «Кристалом». У складі херсонського клубу дебютував 31 липня 1997 року в переможному (2:0) домашньому поєдинку проти шаргородської «Фортуни». Ігор вийшов у стартовому складі, вже на 3-й хвилині відзначився голом, а на 86-й хвилині його замінив Олександр Мальченко. У складі херсонського клубу в чемпіонаті України зіграв 52 матчі та відзначився 11 голами, ще 9 поєдинків провів у кубку України.
У 2001 році виступав у складі аматорського клубу КЗЕСО (Каховка), а в 2002 році захищав кольори херсонського «Текстильника».

## Досягнення
- Перша ліга чемпіонату України
  -  Чемпіон (1): 1992 (група «Б»)
  -  Срібний призер (1): 1992/93

- Найкращий бомбардир Першої ліги чемпіонату України (1): 1992/93